# Aplidium ruzickai
Aplidium ruzickai is een zakpijpensoort uit de familie van de Polyclinidae. De wetenschappelijke naam van de soort is voor het eerst geldig gepubliceerd in 2009 door Sanamyan & Gleason.